# Шаробаров, Дмитрий Владимирович
Дми́трий Влади́мирович Шароба́ров (род. 1956, с. Танцырей, Борисоглебский район, Воронежская область, РСФСР, СССР) — советский и российский деятель органов внутренних дел. Начальник Главного управления на транспорте МВД России с 31 июля 2010 по 31 августа 2021. Генерал-лейтенант полиции (2011).

## Биография
Родился в 1956 в селе Танцырей Борисоглебского района (ныне Борисоглебский городской округ) Воронежской области. 
Окончил дорожный техникум, затем служил в Пограничных войсках КГБ СССР. После службы поступил на работу в подразделение уголовного розыска органов внутренних дел — в службу криминальной милиции отдела милиции на станции Москва-Казанская Казанского вокзала.
С 1981 по 1998 прошёл путь от инспектора группы по борьбе с преступными посягательствами на грузы линейного пункта милиции до заместителя начальника управления уголовного розыска Московского УВД на железнодорожном транспорте МВД России. В 2002 возглавил службу криминальной милиции УВД.
- С 2004 по 2010 годы — в Центральном аппарате МВД России — первый заместитель начальника Департамента обеспечения правопорядка на транспорте МВД России.
- С 31 июля 2010 по 31 августа 2021 года — начальник Главного управления на транспорте МВД России[1]. После реформы МВД и переаттестации продолжает службу в этой же должности[2].

Указом Президента Российской Федерации от 12 июня 2011 года присвоено специальное звание «генерал-майор полиции».
Указом Президента Российской Федерации от 9 ноября 2011 года присвоено специальное звание «генерал-лейтенант полиции».
С ноября 2021 года — советник генерального директора ФГП «Ведомственная охрана железнодорожного транспорта Российской Федерации».

## Награды
Государственные
- Орден Почёта
- Медаль «За отличие в охране общественного порядка»
- Медаль ордена «За заслуги перед Отечеством» II степени

Ведомственные
- Медаль «За отличие в службе» I, II, III степеней (МВД)
- Медаль «200 лет МВД России»